# Перша важка вага в боксі
Перша важка вага (англ. cruiserweight,  англ. junior heavyweight) — вагова категорія у боксі між напівважкою та важкою ваговими категоріями. Виступають боксери з вагою від 79,38 кг (175 футів) до 90.7 кг (200 фунтів).

## Професійні чемпіони

### Поточні чемпіони
Станом на 28 липня 2023
| Організація | Дата здобуття     | Чемпіон           | Рекорд         | Захисти |
| ----------- | ----------------- | ----------------- | -------------- | ------- |
| WBA         | 30 березня 2024   | Хільберто Рамірес | 47–1 (30 KO)   | 1       |
| WBC         | 12 грудня 2024    | Баду Джек         | 28–3-3 (17 KO) | 0       |
| IBF         | 18 травня 2024    | Джай Опетая       | 28–0 (22 KO)   | 3       |
| WBO         | 16 листопада 2024 | Хільберто Рамірес | 47–1 (30 KO)   | 0       |

### Рейтинги

#### The Ring
Станом на 13 серпня 2022.
Легенда:
 Ч  Чинний чемпіон світу за версію журналу The Ring
| Ранг | Ім'я             | Рекорд (W–L–D) | Титул(и) |
| ---- | ---------------- | -------------- | -------- |
| Ч    | Джай Опетая      | 22–0 (17 KO)   | IBF      |
| 1    | Ловренс Околі    | 18–0 (14 KO)   | WBO      |
| 2    | Майріс Брієдіс   | 28–2 (20 KO)   |          |
| 3    | Юніел Дортікос   | 25–2 (23 KO)   |          |
| 4    | Ілунга Макабу    | 29–2 (25 KO)   | WBC      |
| 5    | Табісо Мчуну     | 23–6 (13 KO)   |          |
| 6    | Олейсій Папін    | 14–1 (13 KO)   |          |
| 7    | Річард Ріакпорхе | 15–0 (11 KO)   |          |
| 8    | Матеуш Мастернак | 46–5 (31 KO)   |          |
| 9    | Кріс Біллем-Сміт | 15–1 (11 KO)   |          |
| 10   | Ріяд Мерхі       | 30–1 (25 KO)   |          |

#### BoxRec
Станом на 23 серпня 2022.
| Ранг | Name               | Рекорд (W–L–D) | Титул(и) |
| ---- | ------------------ | -------------- | -------- |
| 1    | Джай Опетая        | 22–0 (17 KO)   | IBF      |
| 2    | Майріс Брієдіс     | 28–2 (20 KO)   |          |
| 3    | Ілунга Макабу      | 29–2 (25 KO)   | WBC      |
| 4    | Ловренс Околі      | 18–0 (14 KO)   | WBO      |
| 5    | Табісо Мчуну       | 23–6 (13 KO)   |          |
| 6    | Юніел Дортікос     | 25–2 (23 KO)   |          |
| 7    | Сергій Ковальов    | 35–4–1 (29 KO) |          |
| 8    | Кшиштоф Гловацький | 32–3 (20 KO)   |          |
| 9    | Олейсій Папін      | 14–1 (13 KO)   |          |
| 10   | Баду Джек          | 27–3–3 (16 KO) |          |
| 11   | Матеуш Мастернак   | 46–5 (31 KO)   |          |

### Найдовші чемпіонські терміни
Нижче наведено список боксерів з найдовшими чемпіонськими термінами у першій важкій вазі. Загальний час кар'єри в якості чемпіона (для багаторазових чемпіонів) не застосовується. 
|     | Боксер              | Чемпіонський термін                 | Чемпіонство        | Захисти | Кількість суперників | Боїв   |
| --- | ------------------- | ----------------------------------- | ------------------ | ------- | -------------------- | ------ |
| 1.  | Джонні Нельсон      | 7 років, 5 місяців, 26 днів         | WBO                | 13      | 13                   | [ 3 ]  |
| 2.  | Марко Хук           | 5 років, 11 місяців, 17 днів        | WBO                | 13      | 10                   | [ 4 ]  |
| 3.  | Арсен Гуламірян     | 4 роки, 9 місяця, 28 днів           | WBA                | 4       | 4                    | [ 5 ]  |
| 4.  | Кшиштоф Влодарчик   | 4 роки, 4 місяця, 12 днів           | WBC                | 6       | 5                    | [ 6 ]  |
| 5.  | Денис Лєбєдєв       | 4 роки, 1 місяць, 3 дні             | WBA, IBF           | 5       | 5                    | [ 7 ]  |
| 6.  | Гільєрмо Джонс      | 4 роки, 1 місяць, 3 дні             | WBA                | 2       | 2                    | [ 8 ]  |
| 7.  | Хуан Карлос Гомес   | 3 роки, 11 місяців, 29 днів         | WBC                | 10      | 10                   | [ 9 ]  |
| 8.  | Анаклет Вамба       | 3 роки, 11 місяців, 17 днів         | WBC                | 7       | 7                    | [ 10 ] |
| 9.  | Йоан Пабло Ернандес | 3 роки, 11 місяців, 2 тижні, 5 днів | IBF                | 4       | 4                    | [ 11 ] |
| 10. | Василь Жиров        | 3 роки, 10 місяців, 21 день         | IBF                | 5       | 5                    | [ 12 ] |
| 11. | Жан-Марк Мормек     | 3 роки, 10 місяців, 15 днів         | WBA, WBC           | 4       | 4                    | [ 13 ] |
| 12. | Ілунга Макабу       | 3 роки, 28 днів                     | WBC                | 2       | 2                    | [ 14 ] |
| 13. | Окасіо Оссі         | 2 роки, 9 місяців, 18 днів          | WBA                | 3       | 3                    | [ 15 ] |
| 14. | Олександр Усик      | 2 роки, 8 місяців, 29 днів          | WBA, WBC, IBF, WBO | 6       | 6                    | [ 16 ] |
| 15. | Евандер Холіфілд    | 2 роки                              | WBA, WBC, IBF      | 5       | 5                    | [ 17 ] |

     Чинний чемпіон
     Більше не чемпіон

## Кікбоксинг
У кікбоксингу першій важкій вазі зазвичай виступають бійці від 82 кг (181 фунт) до 88 кг (195 фунтів). Однак деякі організацію мають дещо інші вагові ліміти. Наприклад Міжнародна федерація кікбоксингу (IKF) у Першій важкій вазі (професіонали та аматори) від 186,1 до 195 фунтів (84,6 — 88,6 кг).